# Tanna ornatipennis
Tanna ornatipennis és una espècie d'hemípter auquenorrinc de la família dels cicàdids. Viu al sud-est asiàtic.